# Sensibilität (Neurowissenschaft)
Unter (somatoviszeraler) Sensibilität (von lateinisch sensibilitas „Fähigkeit, zu empfinden“, von sensibilis „empfindbar“), Sensitivität oder Empfindung versteht man in der Physiologie und Wahrnehmungspsychologie alle sensorischen Leistungen eines Lebewesens, die nicht von spezialisierten Sinnesorganen wie Auge, Ohr, Riechschleimhaut oder Zunge erbracht werden, sondern von Sensoren wie freien Nervenendigungen, die in unterschiedlicher Dichte im Körper vorkommen. Die Sensibilität lässt sich in viszerale Sensibilität (Eingeweide) und somatische Sensibilität gliedern, wobei innerhalb letzterer Oberflächensensibilität (der „fünfte Sinn“, also das Fühlen über die Haut inklusive Thermozeption und Nozizeption) und Tiefensensibilität (Knochen, Muskeln und Sehnen) unterschieden werden.
Den Begriff Sensibilität stellte (wie auch den der Irritabilität, eine Eigenschaft der Muskulatur) 1752 Albrecht von Haller auf. Er wies experimentell nach, dass es sich bei der Sensibilität um eine besondere Eigenschaft des Nervensystems handelt.
Insofern die Somatosensorik auch das sensorische System der Nerven umfasst, kann neben den folgenden elementaren Nervenreizen und den aus ihnen resultierenden Empfindungen auch der psychologische Teil der Sensibilität in das Fühlen (als Sensibilität im allgemeinen Sinne) einbezogen werden.

## Einteilung

### Nach der Art des Reizes
- Mechanorezeption (Druck, Vibration, Dehnung usw.)
- Thermorezeption (Temperatur)
- Nozizeption (Schmerz)
- Chemorezeption (Geruchs- und Geschmackssinn, Erfassung von O2 und CO2-Partialdruck und pH-Wert im Blut zur Steuerung des Atemantriebs)

### Nach Ursprung des Reizes
- Exterozeption: (nähere) Umgebung (erfasst über Haut und Schleimhäute)
  - Telezeption: weitere Umgebung (ohne eindrückliches Beispiel beim Menschen)
- Interozeption: das Lebewesen selbst
  - Viszerozeption (auch Enterozeption): innere Organen
  - Propriozeption: Muskeln (Länge via Muskelspindeln), Sehnen (Spannung via Golgi-Sehnenorgane), Gelenke (Stellung via Mechanosensoren), nichtsensibel: Innenohr (Beschleunigung via Gleichgewichtsorgan)

### Nach der zentripetalen Weiterleitung
- lemniskalen System (Hinterstrang und Lemniscus medialis) als epikritische Sensibilität („Feinwahrnehmung“, gut lokalisierbar)
- extralemniskalen System (Vorderseitenstrang) als protopathische Sensibilität („Grobwahrnehmung“, schlecht lokalisierbar)

### Nach der Verschaltung in verschiedenen Kernarealen
- protopathische Sensibilität: Schmerz, Temperatur und grobe Tastempfindungen
- epikritische Sensibilität: feine Tastempfindungen, Zwei-Punktediskrimination
- propriozeptive Sensibilität: Eigenempfindung des Körpers (Lageempfindung, Spannung von Muskeln und Sehnen; Rezeptoren in Muskeln, Sehnen und Gelenken)